# Acrolyta
Acrolyta is een geslacht van insecten uit de orde vliesvleugeligen (Hymenoptera) en de familie Ichneumonidae.

## Soorten
- A. albiscapus (Ashmead, 1906)
- A. alticola (Ashmead, 1890)
- A. aporiae (Okamoto, 1921)
- A. buccata (Seyrig, 1952)
- A. crassicornis (Seyrig, 1952)
- A. dendrolimi (Matsumura, 1926)
- A. dindar Rousse & Villemant, 2012
- A. discrepa Momoi, 1970
- A. excisa Momoi, 1970
- A. flagellator Schwarz & Shaw, 2000
- A. flaviger (Seyrig, 1952)
- A. glacialis Jussila, 1996
- A. marginata (Bridgman, 1883)
- A. mediovittata (Schmiedeknecht, 1897)
- A. mesochori Ashmead, 1896
- A. nens (Hartig, 1838)
- A. nigricapitata (Cook & Davis, 1891)
- A. nigricolor (Aubert, 1980)
- A. nigrina (Seyrig, 1952)
- A. okadai (Uchida, 1942)
- A. pseudonens Schwarz & Shaw, 2000
- A. rufocincta (Gravenhorst, 1829)
- A. semistrigosa (Schmiedeknecht, 1897)
- A. spola Momoi, 1970
- A. stroudi Gauld, 2003
- A. washingtonensis (Cushman, 1922)